# Nomia epileuca
Nomia epileuca är en biart som beskrevs av Cockerell 1939. Nomia epileuca ingår i släktet Nomia och familjen vägbin. Inga underarter finns listade i Catalogue of Life.